# کارل فروک
کارل فروک (انگلیسی: Carl Froch؛ زادهٔ ۲ ژوئیهٔ ۱۹۷۷) بوکسور اهل بریتانیا است.
وی همچنین برندهٔ جوایزی همچون نشان امپراتوری بریتانیا شده‌است.